# Caribou (magazine)
Pour les articles homonymes, voir Caribou (homonymie).
Caribou est un magazine semestriel portant sur la culture culinaire québécoise. La publication se distingue des autres revues culinaires en proposant des reportages sous un angle sociologique et historique sur l'alimentation, plutôt que des recettes.

## Historique
Caribou est fondé à Montréal en 2014, par Geneviève Vézina-Montplaisir, Audrey Lavoie et Véronique Leduc, et se présente « comme le premier magazine bouffe sans recette au Québec». La revue est éditée de manière indépendante par l'agence Cervidés Médias.
En 2016, la revue est nommée finaliste dans la catégorie « Magazine de l'année », puis en 2017 remporte le prix du « Meilleur dossier thématique » aux prix du Magazine canadien, pour son dossier « Nordicité ».
À partir de 2019, l'équipe s'agrandit et compte désormais des employés en plus des trois fondatrices; c'est ensuite autour de 2021 que l'équipe d'édition du magazine se dote de bureaux permanents.
L'équipe de Caribou collabore avec le quotidien montréalais Le Devoir lors de la parution de huit cahiers thématiques Manger le Québec, en 2019 et en 2020. En 2021 et 2022, Caribou produit avec le magazine Urbania la série de vidéos Le Dernier Repas, mettant en vedette des personnalités médiatiques et artistiques,. De même, Caribou signe la conception du programme du festival Montréal en lumière en 2021.
La revue est membre de la Société de développement des périodiques culturels (SODEP) depuis 2021 et fait partie de l'initiative du Panier Bleu, née lors de la pandémie de COVID-19. 

### Politique éditoriale et contenu
Caribou publie deux numéros thématiques par année, à l'automne et au printemps, en plus d'éditions hors-série ponctuelles et d'une présence importante sur les réseaux sociaux. Contrairement aux autres revues culinaires, le magazine ne propose pas de recette : celui-ci propose plutôt une incursion dans les dimensions historiques et sociologiques du monde agro-alimentaire. La provenance des aliments, l'achat local, les participants de cette industrie et les métiers liés moins connus du grand public font partie des préoccupations au cœur de Caribou.